# Sophie Löwe

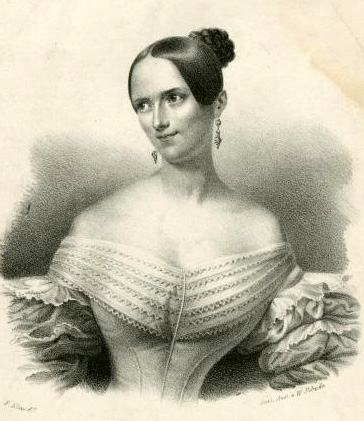
Sophie Löwe (1815–1866)

Johanna Sophie Christiane Löwe (* 24. März 1815 in Oldenburg; † 29. November 1866 in Pest) aus der Schauspielerfamilie Löwe war eine der berühmtesten deutschen Opernsängerinnen (Sopran) ihrer Zeit.

## Leben und Karriere
Sophie Löwe war Tochter des Schauspielers Ferdinand Löwe (1787–1832). Ab 1831 studierte sie in Wien unter Giuseppe Ciccimarra und trat 1832 mit solchem Erfolg am Kärntnertortheater auf, dass sie bald engagiert wurde. Nach einer Gastspielreise durch Norddeutschland wurde sie 1837 an die Berliner Hofoper engagiert. Besonders gelobt an ihren Darbietungen wurde die italienische Gesangskunst und ihr geistreiches Auftreten. Hingegen waren ihre jährlich steigenden Gehaltsvorstellungen der Grund für einen Vertragsbruch, woraufhin sie sich nach Paris und London wandte.
1841 sang sie die Titelrolle von Gaetano Donizettis Maria Padilla an der Mailänder Scala, 1844 die Elvira in Giuseppe Verdis Ernani in Venedig. Verdi war mit ihrer Interpretation dieser Rolle so unzufrieden, dass er Venedig verließ, ohne ihr den üblichen Besuch abzustatten. Dennoch dürfte der wahre Grund darin liegen, dass Löwe für die Schlussszene der Oper, den damaligen Gepflogenheiten gemäß, ein effektvolles rondò finale für sich durchsetzen wollte, während Verdi auf einem Schlussterzett bestand.
Dennoch war er von ihrer Kunst so beeindruckt, dass er 1846 eine große Rolle (Odabella) für sie in seine Oper Attila schrieb. 1845 gastierte sie auch erneut in Berlin.
1848 heiratete sie Prinz Friedrich Adalbert von Liechtenstein, mit dem sie sich in Budapest niederließ. Die Ehe blieb kinderlos. Der Augsburger Postzeitung nach starb sie an einem zweiten erlittenen Schlaganfall.

## Erwähnungen
Ferdinand Freiligrath erwähnt sie in seinem Gedicht Danke schönstens:
Lohnt sich denn die Diligence,

Lohnt es tagelange Reise,

Um zu legen Patience

Abends im Familienkreise?

Um des Amtmanns Wort zu lauschen

Von dem Preis des Korns, der Rinder?

Um der Löwe Lied zu tauschen

Mit dem Quarren Deiner Kinder?
Heinrich Heine schrieb: „In der Stimme der Mademoiselle Löwe ist deutsche Seele, ein stilles Ding.“